# Hermann Theodor Simon

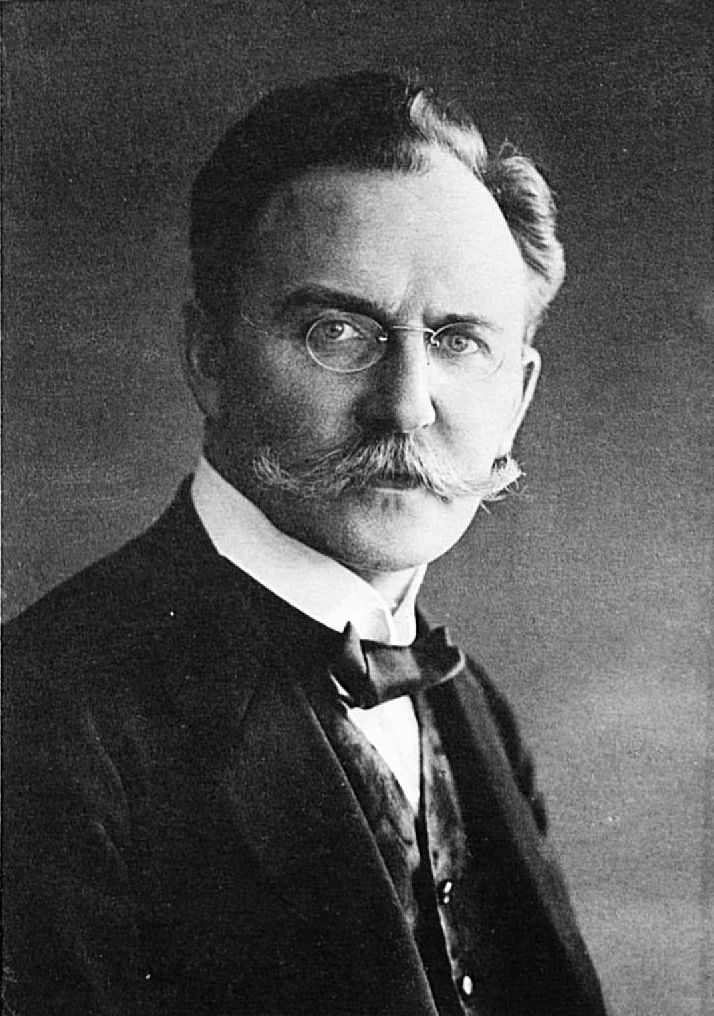
Hermann Theodor Simon

Hermann Theodor Simon, född 1 januari 1870 i Kirn, död 22 december 1918 i Göttingen, var en tysk fysiker.
Simon studerade fysik vid Heidelbergs och Berlins universitet och blev filosofie doktor 1894 under August Kundt. Han blev därefter assistent till Eilhard Wiedemann i Erlangen och 1896 privatdocent.  Han blev 1898 assistent till Eduard Riecke vid Göttingens universitet, 1900 docent i fysik och föreståndare för fysiska laboratoriet i Frankfurt am Main, men återvände 1901 till Göttingen som extra ordinarie professor och föreståndare för avdelningen för tillämpad elektricitetslära. Åren 1917–1918 var han universitetets rektor. 
Simon är mest känd för att 1901 ha åstadkommit en förbättrad avsändningsapparat till den av Alexander Graham Bell och Charles Sumner Tainter 1880 uppfunna fotofonen, vilken kom att kallas Simons och Bells ljustelefon.